# 筑紫申真
筑紫 申真（つくし のぶざね、1920年（大正9年）3月28日 - 1973年（昭和48年）1月9日）は、在野の神話学者、歴史学者、民俗学者。

## 来歴
1920年（大正9年）、広島県に生まれる。広島県三原市の沼田神社社家で沼田国造家を称する筑紫家に連なる家系であったため、筑紫家の養子となる。実父は侍従武官も務めた陸軍中将坪島文雄。國學院大學を卒業し、第59代沼田国造として沼田神社の神職を務めながら、郷里の中学校の教師ともなる。戦中は応召し、戦後は広島県内の中学・高校教師を歴任。1952年6月に転任した三重県立亀山高等学校を振り出しに、三重県立鳥羽高等学校・三重県立志摩高等学校・三重県立上野高等学校・鳥羽・三重県立四日市高等学校・三重県立明野高等学校の各高校へと転任した。

## 研究者としての活動
志摩高校在任中の1962年2月、42歳で第1作『アマテラスの誕生』（角川書店）を出版する。出版当時、同書への賛否両論による反響は大きく、梅原猛・谷川健一・上田正昭・直木孝次郎ら学者からは好評を得た。しかし、地元の郷土史誌『三重の文化』は、「よそものが聖地を荒らした」と酷評。特に右翼からは脅迫状や怪電話が舞い込むなど、筑紫の身辺はこのこの著作1冊で騒然となったといわれる。折しも『中央公論』1960年12月号に発表された、深沢七郎作の『風流夢譚』が右翼を刺激して殺傷事件を起こしていた時勢だった。そのため、1969年6月に、志摩の伊雑宮の御田植祭で、山本有三が筑紫と偶然再会した時、山本は「三重県におれなくなって、どこかへ行ったのかと思った」と不思議がったという。

## 人物
酒を好み、激しい性格の人物であった。ぬるま湯的で大勢順応的でなかなか腹を割らない伊勢人とは相容れず、県内の日本史研究者とも亀裂を生じるようになる。自ら作った会は壊して行く。大新聞の原稿依頼やNHKの出演依頼も、気に入らなければ、本社学芸部長級の人物が家の近くの宿に泊まって、三顧の礼をつくして頼み続けても相手にしなかったという。
酒は底を知らず、結局、体を壊す。療養を命じられていても、抜け出して飲み歩いたという。
結婚して2女を得たが、男児はなく、沼田神社の神職を長く離れていたため、沼田国造家である筑紫家は後継を失った。

## 著書
- 『アマテラスの誕生』、講談社学術文庫、2002年（元版・角川新書、1962年、秀英出版、1971年）
- 『日本の神話』、ちくま学芸文庫、2019年（元版・河出書房、1964年）
- 『神々のふるさと―神話のナゾをさぐる』、歴史図書館、1970年